# ساجیان
ساجیان یا بنی ساج دودمانی ایرانی‌تبار بودند که میان سدهٔ سوم تا آغاز سدهٔ چهارم هجری بر آذربایجان و ارّان فرمان می‌راندند. خاستگاه ایشان اسروشنه در آسیای میانه بود و می‌نماید که تبار سغدی داشته‌اند.

## آغاز کار

### دیوداد
بنیادگذار این دودمان ابوالساج دیوداد بن دیودست بود. وی که کارگذار خلیفه عباسی بود و در سپاه افشین خدمت‌می‌نمود در جنگ با بابک خرمدین همراه بود. دو سال پس از آن در ۲۲۴ هجری به جنگ با مازیار فرستاده شد. اندکی پس از آن به جنگ با فرمانروای ارمنستان فرستاده‌شد ولی رویداد دستگیری افشین پیش آمد و وی نیز به بندکشیده‌شد. با این همه در بغداد به خدمت مستقیم خلیفه معتصم درآمد و از آن پس به راهداری مکه گماشته‌شد.
وی در ۲۴۹ برای فرونشاندن شورشی در شمال سوریه گسیل‌شد و با کامیابی درین کار به فرمانروایی همان سرزمین گمارده شد. در ۲۵۱ هجری دیوداد به جنگ با سردار ایرانی بابک خرمدین رفت و وی را سخت شکست داد، ولی چندی پس از آن در جنگی دیگر از ترکان شکست خورد و آنان بر مدائن دست‌یازیدند.
دیوداد پشتیبان معتز در به خلافت رسیدن او بود و هنگامی که در ۲۵۲ معتز سرانجام خلیفه شد فرمانروایی سواد و هم راهداری مکه را به او سپرد. در روزگار خلیفه‌گری معتمد بالله دیوداد در پوشش فرمانروایی اهواز به سرکوبی شورش زنگیان فرستاده‌شد ولی شکست خورد و صاحب‌الزنج بر اهواز چیره‌گشت.
با سربرآوردن یعقوب لیث دیوداد با او دوستی ورزید و با او همراه‌شد. با مرگ یعقوب به عمرو لیث پیوست و سرانجام با معتمد بالله آشتی کرد ولی در راه بازگشت به بغداد در ۲۶۶ هجری در جندی شاپور مرد.

## استقلال

### محمد افشین
محمد بن ابوالساج دارای لقب افشین پسر دیوداد بود. وی در دستگاه عمرو لیث راهدار مکه شد و برای سرکوبی عرب‌های راهزن مسیر زیارتی مکه با آنها نبردها کرد. او در آینده به خمارویه –فرمانروای مصر و شام پیوست و با سپاه خلیفهٔ بغداد جنگید. ولی در ۲۷۵ هجری به جنگ با خمارویه پرداخت و سرانجام هم شکست خورد.
در ۲۷۶ او به معتمد خلیفهٔ عباسی پیوست و از سوی او فرماندهی سپاهی را که برای چیرگی بر جبال گسیل می‌شد دریافت و با گشودن آن ناحیه به فرمانرواییش گماشته‌شد. او تا ۲۸۰ هجری سراسر آذرابادگان، اران و ارمنستان را زیر فرمان خود داشت و با تأیید خلیف معتضد به فرمانروایی آن سرزمین‌ها گماشته شده‌بود. این محمد افشین مراغه را به پایتختی خویش برگزید، ولی درعمل بیشتر در بردعه ساکن بود.
از دیگر کارهای او سرکوب شورش ارمنستان و تازشش به گرجستان و تاراج تفلیس بود. او در ۲۸۵ اعلام استقلال کرد و به نام افشین سکه‌زد. وی سه سال پس از آن به بیماری وبا مرد.

### دیوداد دوم
با مرگ افشین پسرش دیوداد به شهریاری رسید، ولی عمویش یوسف بر او شورید و دیوداد را شکست داد. پس دیوداد به بغداد پناهنده‌شد.

### ابوالقاسم
یوسف بن دیوداد با لقب ابوالقاسم (زادهٔ ۲۵۰) برادر محمد بود. او در آغاز حکمران مکه بود. سپس با خوارج جنگید. با اعلام استقلال ساجیان از خدمت دستگاه خلافت سرپیچید و به برادر پیوست. او با شکست دادن دیوداد خود به شهریاری ساجیان رسید. یوسف پایتخت را به اردبیل برد. وی بر ارمنستان چیرگی یافت. در ۲۹۵ هجری سپاه گسیلی خلیفه را شکست‌داد. سرانجام یک سال پس از آن یوسف بر تابعیت خلیفه مقتدر بالله گردن‌نهاد.
ابوالقسام یوسف در آینده نیز گردن‌نهی بر فرمان خلیفه را زیر پامی‌گذارد. چون در ۳۰۴ بر ری، زنجان، ابهر و قزوین نیز دست‌یازید پس خلیفه سپاهی را برای سرکوبش فرستاد ولی باز هم پیروزی از آن ساجیان بود. سرانجام در ۳۰۷ یوسف در جنگی از سپاهیان خلیفه شکست خورد و به بند کشیده‌شده؛ به بغداد فرستاده‌شد. ولی سه سال پس از آن دوباره یوسف آزاد شد و زیر فرمان عباسیان به امارت پیشین بازگشت. او در آینده همدان را نیز به زیر فرمان خود درآورد.
یوسف در آینده به جنگ با قرمطیان فرستاده شد ولی در ۳۱۵ شکست‌خورد و به بندکشیده‌شد و چندی پس از آن کشته شد.
ابوالقاسم یوسف نیرومندترین امیر ساجی بود. از کارهای مهم او بازسازی دیوار دربند برا جلوگیری از تازش خزرها بود.

## انجام کار
با مرگ ابوالقاسم یوسف بن دیوداد خلیفه برادرزادهٔ او ابوالمسافر فتح بن محمد را به جای او به فرمانروایی قلمرو ساجیان نشاند. ولی ابوالمسافر هم در ۳۱۷ هجری در شورشی کشته‌شد و با مرگ او از دودهٔ ساجیان کسی نماند که به فرمانروایی رسد. پس یک چند یاران یوسف پسر دیوداد بر سر کار ماندند.